# Haris Medunjanin
Haris Medunjanin est un footballeur néerlando-bosnien né le 8 mars 1985 à Sarajevo (Yougoslavie) qui évolue comme milieu de terrain au Club Deportivo Castellón.
Avec sa sélection, il participe à la Coupe du monde de 2014.

## Biographie
Après avoir joué en équipe espoirs des Pays-Bas, il exprime en juillet 2009 son intention de poursuivre en équipe A de Bosnie. Il est convoqué pour la première fois sous le maillot bosnien pour les deux matchs de barrage opposant sa sélection à celle du Portugal le 14 et 18 novembre 2009.
Il inscrit son premier but en sélection le 11 novembre 2009, lors d'un match amical non officiel opposant l'équipe de Bosnie-Herzégovine à l'équipe croate du NK Vinodola.
Après deux saisons passées en Espagne au Real Valladolid, il signe en juin 2010 un contrat de 4 ans au Maccabi Tel-Aviv. Le montant du transfert s'élève à 800 000€. Début septembre 2012, il est prêté avec option d'achat à Gaziantepspor.

## Sélections
- International A avec l'équipe nationale de  Bosnie-Herzégovine depuis 2009.
- International -21 ans avec les  Pays-Bas espoirs.
- Vainqueur de l'Euro Espoirs en 2006 et en 2007 avec l'équipe des Pays-Bas des moins de 21 ans.